# Lwitikilafälle
Die Lwitikilafälle (auch Chinsonkolofälle) sind in Sambia.

## Geografie
Es sind die Wasserfalle des in die Bangweulusümpfe mündenden Flusses Lwitikila. Sie liegen etwa 15 Kilometer nördlich von Mpika in der Provinz Muchinga.

## Tourismus
Die Lwitikilafälle sind vergleichsweise klein, haben aber eine gewisse Bekanntheit. Sie liegen nur etwa drei Kilometer vom Tanzam Highway entfernt und sind daher leicht erreichbar.